# 맥스블럭
맥스블럭(영어: Max block)은 뉴질랜드의 기업 ZURU에서 생산하는 블록 완구 브랜드이다. 흔히 알려진 덴마크의 브랜드 레고의 아류작 상품이다.

## 제품 목록
대한민국 출시 년도로 작성한다.

### 2018년
- 스탠다드
- 피규어 세트
- 놀이판
- 확장팩

### 2021년
- 피규어 미스테리팩
- 에그캡슐

### 2022년
- 프리미엄

### 2023년
- 레트로

## 기타
- 최근 포장 패키지는 같은 회사의 5 서프라이즈와 유사한 형태다.
- 대한민국에선 아이비젼토이가 수입하여 판매한다.
- 레고나 타사 블록 완구와 호환이 가능하다.